# Vittorio Brignole
Vittorio Brignole (fl. XX secolo) è stato un regista italiano.
È stato uno dei primi registi televisivi impegnati dalla RAI nella realizzazione di lavori teatrali, sceneggiati o spettacoli di intrattenimento nei primi anni di programmazione ufficiale dell'emittente televisiva di stato.

## Regie televisive di varietà e spettacoli di intrattenimento RAI
- Spettacolo dell'orchestra della canzone diretta dal maestro Cinico Angelini, ore 21,50, 27 febbraio 1957
- Varietà musicale (con altri registi, 1957)
- Quattro passi tra le note (con Alda Grimaldi, 1958, 1959)
- Carnet musicale (1958)
- Carnet di musica (con altri registi, 1962)
- Teletris (1962-1964)
- Telecruciverba (1965)

### Festival di Sanremo
- Festival di Sanremo 1958
- Festival di Sanremo 1959
- Festival di Sanremo 1960
- Festival di Sanremo 1961
- Festival di Sanremo 1962
- Festival di Sanremo 1963

### Un disco per l'estate
- Un disco per l'estate 1965

## Prosa
La sua filmografia è legata essenzialmente ad alcune delle prime produzioni realizzate dalla RAI molte delle quali destinate alla TV dei ragazzi:
- Colpi di timone (prosa, 1957)
- Il teatro dei ragazzi (1958)
- Robinson non deve morire (1963, con Loretta Goggi)
- Spera di sole (1959, con Ugo Bologna)
- Maneggi per maritare una figlia, commedia in tre atti di Niccolò Bacigalupo, con Gilberto Govi, Rina Gaioni e Gian Fabio Bosco, registrazione del 10 febbraio 1959.
- Il piccolo Lord (1960, con Sandro Pistolini e Jolanda Verdirosi)
- Tartarino di Tarascona (1960, con Vittoria Di Silverio)
- Il fanciullo stella, serie Centostorie, con Loretta Goggi

## Fonti
- Teche Rai, su teche.rai.it. URL consultato il 6 maggio 2011 (archiviato dall'url originale il 6 gennaio 2011).